# Alchemilla raddeana
Alchemilla raddeana é uma espécie de rosácea do gênero Alchemilla, pertencente à família Rosaceae.